# Natisha Hiedeman
Natisha Hiedeman (Green Bay, 10 febbraio 1997) è una cestista statunitense, professionista nella WNBA.

## Carriera
È stata selezionata dalle Minnesota Lynx al secondo giro del Draft WNBA 2019 (18ª scelta assoluta).